# Rudolf Mehmke
Rudolf Mehmke (Bad Lauterberg im Harz, 28 de agosto de 1857 – Stuttgart, 16 de novembro de 1944) foi um matemático alemão.

## Vida e atuação
Estudou a partir de 1873 matemática na Universidade de Stuttgart (estudou a partir de 1875 arquitetura). Seguiu em 1877 para Tübingen e em 1879/1880 para Berlim, onde foi aluno de Karl Weierstrass, Ernst Kummer e Leopold Kronecker. Obteve um doutorado em 1880 na Universidade de Tübingen, orientado por Paul du Bois-Reymond, com a tese Anwendung der Grassmann’schen Ausdehnungslehre auf die Geometrie der Kreise in der Ebene).
A partir de 1880 foi docente em Stuttgart (repetente de análise avançada e mecânica junto a Carl Wilhelm Baur) e a partir de 1884 professor na Universidade Técnica de Darmstadt. A partir de 1894 foi professor de geometria descritiva e projetiva na Universidade Técnica de Stuttgart. Em 1895 foi eleito membro da Academia Leopoldina. Aposentou-se em 1922.
Mehmke foi em primeiro lugar um matemático aplicado (então com Carl Runge um líder na Alemanha), que lecionou principalmente geometria descritiva (livro "Leitfaden zum Graphischen Rechnen" 1917, 1924) e também desenvolveu dispositivos matemáticos (régua de perspectiva, régua de cálculo para químicos, aparelhos para determinar numericamente as raízes de equações). Escreveu o artigo sobre computação numérica na Encyklopädie der mathematischen Wissenschaften e também esteve envolvido na aplicação do cálculo vetorial (obteve o doutorado com uma tese sobre o cálculo de Hermann Grassmann), especialmente no contexto da enciclopédia, inspirado por Felix Klein e participação de Arnold Sommerfeld. Também foi ativo em numerosos artigos na divulgação do cálculo vetorial, parcialmente escrito na linguagem Volapük.
Recebeu um doutorado honorário em 1924 da Universidade Técnica de Dresden.

## Obras
- Anwendung der Grassmann’schen Ausdehnungslehre auf die Geometrie der Kreise in der Ebene, Greiner & Pfeiffer, Stuttgart 1880 (im Internet-Archiv: )
- Vorlesungen über Punkt- und Vektorenrechnung. Erster Band: Punktrechnung. Erster Teilband, B. G. Teubner, Leipzig Berlim 1913